# Maïguigé
Maïguigé (auch: Maïguijé, Maïguizé, Maygizé, May Guijé, Mayguizé, May Guizé) ist ein Dorf in der Stadtgemeinde Tessaoua in Niger.

## Geographie
Das von einem traditionellen Ortsvorsteher (chef traditionnel) geleitete Dorf befindet sich rund 16 Kilometer südwestlich des urbanen Zentrums von Tessaoua, der Hauptstadt des gleichnamigen Departements Tessaoua in der Region Maradi. Zu den Siedlungen in der näheren Umgebung von Maïguigé zählen Oura im Nordwesten, Iyataoua im Osten, Jikata im Süden und Guidan Dawaye im Südwesten.
Maïguigé ist Teil der Übergangszone zwischen Sahel und Sudan. Die durchschnittliche jährliche Niederschlagsmenge beträgt hier zwischen 400 und 500 mm.

## Bevölkerung
Bei der Volkszählung 2012 hatte Maïguigé 1554 Einwohner, die in 156 Haushalten lebten. Bei der Volkszählung 2001 betrug die Einwohnerzahl 1088 in 139 Haushalten und bei der Volkszählung 1988 belief sich die Einwohnerzahl auf 1565 in 189 Haushalten.
Die Bevölkerungsdichte in diesem Gebiet ist für nigrische Verhältnisse hoch.

## Wirtschaft und Infrastruktur
Das Gebiet der Ebenen im südlichen Teil der Region Maradi, in dem Maïguigé liegt, ist von einer anhaltenden Degradation der ackerbaulichen Flächen gekennzeichnet, die mit der hohen Bevölkerungsdichte in Zusammenhang steht. Der CEG Maïguigé ist eine Schule der Sekundarstufe des Typs Collège d’Enseignement Général.